# El abrojito
El abrojito es un tango de 1925 con el número 79595 B de RCA Victor cuya letra pertenece a Jesús Fernández Blanco en tanto la música es de Luis Bernstein. Fue grabado por primera vez por Julio de Caro y su sexteto en 1925 en versión instrumental, después, ya con la letra, por la orquesta de Osvaldo Pugliese en julio de 1945 para la discográfica Odeon y, más adelante, por otros conjuntos. En la letra de este tango de ambiente campero, y en el mismo nombre de la obra, se hace referencia a la característica que en la terminología descriptiva de las plantas se denomina abrojo, consistente en un fruto con ganchos que se agarra a la ropa o al pelo de los animales, o a cualquiera de las plantas que los poseen.

## Los autores
Jesús Fernández Blanco (Cuenca de Campos, Valladolid, España, 15 de febrero de 1892 – Buenos Aires, Argentina, 14 de noviembre de 1963 ) fue un letrista  y poeta que desarrolló su actividad en Argentina volcado al género del tango. Su primera creación fue el tango campero El gaucho se va en 1923, que musicalizó Andrés Domenech, que también hizo lo mismo con Lonjazos, Telarañas y El barbijo; Carlos Gardel grabó este último, así como Calor de hogar con música de Eugenio Carrere. Fernández Blanco también hizo la letra de la marcha del Club Boca Juniors en  1926, sobre una música de Italo Goyeche.
Luis Bernstein  (San Pedro, provincia de Buenos Aires, 28 de enero de 1888 - Longchamps, provincia de Buenos Aires, Argentina, 1 de enero de 1966 ), fue un contrabajista, guitarrista y compositor dedicado al género del tango. Trabajó en las orquestas de Eduardo Arolas, Manuel Pizarro y de los hermanos José y Luis Servidio, entre otras.

## Comentario
La versión grabada en 1925 por Julio de Caro con su Sexteto, que era excelente y, a la vez, muy bailable, fue disminuyendo en popularidad con el tiempo por la llegada de nuevos y hermosos tangos. El letrista Fernández Blanco acertó en una serie de temas camperos y gauchescos que reflejaban aquella Buenos Aires sobre cuyos aledaños todavía calificables de  pampeanos fue avanzando paulatinamente la urbanización; nacido en un pequeño pueblo castellano situado a algo más de 60 kilómetros de Valladolid viajó a la Argentina con sus  padres inmigrantes, fue uno de los fundadores de la primera Sociedad de autores y luego directivo de SADAIC. Le pasó el tango a Osvaldo Pugliese, quien lo grabó con su orquesta  el 24 de julio de 1945 con la voz de Alberto Morán en el tercer registro del cantor precedido por Yuyo verde y Maleza. Fue justamente El abrojito la pieza le dio grandes satisfacciones a Morán y lo lanzó al estrellato.